# Jessica Hawkins
Jessica Hawkins (Headley, East Hampshire, 16 febbraio 1995) è una pilota automobilistica britannica, ha corso per tre stagioni della W Series, dal 2019 al 2022.
Nel 2023 è scesa in pista con l'Aston Martin AMR21 per una sessione di test.

## Carriera
Nel 2005, Jessica Hawkins inizia a competere in Karting, già nel suo primo anno ottiene la vittoria nel campionato Daytona Kart Racing Club. Due anni dopo vince Campionato britannico di Buckmore e nel 2008 vince il Campionato Open britannico.
Nel 2014, Jessica debutta in monoposto correndo l'ultimo round del Campionato britannico di Formula Ford. 
Per la stagione 2024, Hawkins prende parte al British GT correndo con l'Aston Martin GT3. 

### Formula 1
Nel settembre del 2023 ha partecipato a un test al Hungaroring con l'Aston Martin AMR21 insieme a Felipe Drugovich. Hawkins ha totalizzato un totale di 26 giri, diventato la prima donna a guidare una vettura di Formula 1, dopo Tatiana Calderón con la Sauber C37, cinque anni prima.

## Vita privata
Hawkins, dal 2020, ha un relazione con Abbie Eaton, anche lei pilota britannica.

## Risultati

### Riassunto della carriera
| Stagione | Serie                                  | Team                                     | Gare | Vittorie | Pole | GPV | Podi | Punti | Pos. |
| -------- | -------------------------------------- | ---------------------------------------- | ---- | -------- | ---- | --- | ---- | ----- | ---- |
| 2014     | Campionato britannico di Formula Ford  | MBM Motorsport                           | 3    | 0        | 0    | 0   | 0    | 0     | NC   |
| 2015     | MSA Formula                            | Falcon Motorsport                        | 15   | 0        | 0    | 0   | 0    | 13    | 23º  |
| 2015–16  | MRF Challenge Formula 2000             | MRF Racing                               | 2    | 0        | 0    | 0   | 0    | 0     | 27º  |
| 2016     | Volkswagen Racing Cup GB               | Team HARD Racing                         | 3    | 0        | 0    | 0   | 0    | 54    | 22º  |
| 2017     | Mini Challenge Regno Unito – Pro Class | Excelr8 Motorsport                       | 18   | 5        | 3    | 1   | 13   | 727   | 2º   |
| 2018     | Volkswagen Racing Cup GB               | Allumy Motorsport                        | 2    | 0        | 0    | 0   | 0    | 36    | 25º  |
| 2019     | W Series                               | Hitech GP                                | 6    | 0        | 0    | 0   | 0    | 12    | 11º  |
| 2019–20  | Jaguar I-Pace eTrophy                  | Jaguar VIP Car                           | 2    | 0        | 0    | 0   | 0    | 0     | NC   |
| 2020     | British Touring Car Championship       | Power Maxed Racing                       | 3    | 0        | 0    | 0   | 0    | 0     | 33º  |
| 2021     | W Series                               | Racing X                                 | 8    | 0        | 0    | 0   | 0    | 27    | 11º  |
| 2021     | British Touring Car Championship       | Racing with Wera & Photon Group          | 3    | 0        | 0    | 0   | 0    | 0     | 33º  |
| 2022     | TCR UK Touring Car Championship        | FastR Racing Team                        | 11   | 1        | 0    | 0   | 1    | 129   | 14º  |
| 2022     | W Series                               | Click2Drive Bristol Street Motors Racing | 7    | 0        | 0    | 0   | 1    | 37    | 9º   |
| 2023     | Britcar Prototype Cup - Praga          | University of Wolverhampton Racing       | 3    | 1        | 0    | 1   | 2    | 54    | 2º*  |
| 2023     | Zeo Prototype Cup - Class A            | University of Wolverhampton Racing       | 6    | 5        | 2    | 4   | 5    | N/A   | 1º*  |

* Stagione in corso.